# 茨城県立佐竹高等学校
茨城県立佐竹高等学校 （いばらきけんりつ さたけこうとうがっこう）は、茨城県常陸太田市稲木町にあった県立高等学校。2021年春に閉校した。太田西山高校の前身校の1つ。

## 概要
1973年（昭和48年）創立。
校名は戦国時代の地元の豪族の名「佐竹氏」（のち秋田藩に国替え）に由来する。校訓は、「自律・創造・協和」。
田園に囲まれた丘の上に校舎があり、落ち着いた環境の中で、文武不岐をモットーとし、豊かな人間性の育成を目指していた。全日制普通科、男女共学。特に部活動を奨励しており、剣道部・陸上競技部は国体出場歴を持ち、硬式野球部は夏季の県大会4年連続4回戦進出をするなど、上位進出も果たしていた。
同じ市内にある県立太田第二高校との学校統合が決まり、2019年春より新規生徒募集を停止。2021年春の在校生卒業をもって閉校となった。

## 沿革
- 昭和46年 - 創立
- 昭和56年 - 創立10周年記念事業として竹陵館（共同宿泊施設）竣工
- 平成4年 - 創立20周年記念式典挙行，野球屋内練習場竣工
- 平成14年 - 創立30周年記念式典挙行，野球屋内練習場改修
- 平成21年 - 創立40周年記念 第1回生徒海外派遣事業（サイパン）
- 平成24年 - 創立40周年記念講演会（於；パルティホール）
- 平成30年 - 太田第二高校と統合され閉校となることが決まる。[2]
- 平成31年（令和元年）度 - 佐竹高校の新規生徒募集停止。統合校である太田西山高校の最初の生徒が入学。
- 令和3年3月 - 閉校[3]。

## 著名な卒業生
- 金沢次男 - 元プロ野球選手（横浜大洋ホエールズ、日本ハムファイターズ、ヤクルトスワローズ、千葉ロッテマリーンズ）
- Kami（MALICE MIZER） - ミュージシャン
- 白石美帆 - タレント